# Jacco Eltingh
Jacco Folkert Eltingh (ur. 29 sierpnia 1970 w Heerde) – holenderski tenisista, lider rankingu deblowego, zwycięzca 6 turniejów wielkoszlemowych w grze podwójnej, reprezentant w Pucharze Davisa, olimpijczyk z Atlanty (1996).

## Kariera tenisowa
Występy w gronie profesjonalistów rozpoczął w roku 1988, a zakończył w 1998 roku.
W grze pojedynczej wygrał cztery turnieje kategorii ATP World Tour. W zawodach wielkoszlemowych w singlu najdalej doszedł na Wimbledonie 1995, osiągając ćwierćfinał, w którym przegrał z Andre Agassim.
W grze podwójnej doszedł do 60 finałów rozgrywek ATP World Tour, z czego 44 wygrał. Triumfował we wszystkich turniejach wielkoszlemowych, dwukrotnie w Australian Open i French Open i raz na Wimbledonie i US Open. Dwa razy był również najlepszy w zawodach Tennis Masters Cup. Swoje największe sukcesy odnosił głównie w parze z Paulem Haarhuisem.
Eltingh startował także w grze mieszanej, zostając finalistą Wimbledonu 1992 razem z Miriam Oremans.
W latach 1992–1998 Eltingh występował w reprezentacji narodowej w Pucharze Davisa. Grał w kadrze głównie jako deblista, ale zaliczył również sześć pojedynków singlowych. Łączny bilans występów Holendra w Pucharze Davisa wynosi 10 zwycięstw i 6 porażek.
Eltingh, razem z Haarhuisem, uczestniczył również w igrzyskach olimpijskich w Atlancie w 1996 roku. Holendrzy przegrali w półfinale z parą Todd Woodbridge–Mark Woodforde, a w meczu o trzecie miejsce nie sprostali Niemcom Davidowi Prinosilowi i Marcowi-Kevinowi Goellnerowi.
W rankingu gry pojedynczej Eltingh najwyżej był na 19. miejscu (6 lutego 1995), a w klasyfikacji gry podwójnej na 1. pozycji (16 stycznia 1995). Łącznie na szczycie listy deblowej znajdował się przez 63 tygodnie.

### Finały w turniejach ATP World Tour
| Legenda                                      |
| -------------------------------------------- |
| Wielki Szlem                                 |
| Igrzyska olimpijskie                         |
| Tennis Masters Cup / ATP Finals              |
| ATP Masters Series / ATP Tour Masters 1000   |
| ATP International Series Gold / ATP Tour 500 |
| ATP International Series / ATP Tour 250      |

#### Gra pojedyncza (4–0)
| Końcowy wynik | Nr | Data                | Turniej      | Nawierzchnia    | Przeciwnik         | Wynik finału     |
| ------------- | -- | ------------------- | ------------ | --------------- | ------------------ | ---------------- |
| Zwycięzca     | 1. | 21 czerwca 1992     | Manchester   | Trawiasta       | MaliVai Washington | 6:3, 6:4         |
| Zwycięzca     | 2. | 2 maja 1993         | Atlanta      | Ceglana         | Bryan Shelton      | 7:6(1), 6:2      |
| Zwycięzca     | 3. | 28 sierpnia 1994    | Schenectady  | Twarda          | Chuck Adams        | 6:3, 6:4         |
| Zwycięzca     | 4. | 2 października 1994 | Kuala Lumpur | Dywanowa (hala) | Andriej Olchowski  | 7:6(1), 2:6, 6:4 |

#### Gra mieszana (0–1)
| Końcowy wynik | Nr | Data         | Turniej           | Nawierzchnia | Partnerka      | Przeciwnicy                        | Wynik finału |
| ------------- | -- | ------------ | ----------------- | ------------ | -------------- | ---------------------------------- | ------------ |
| Finalista     | 1. | 5 lipca 1992 | Wimbledon, Londyn | Trawiasta    | Miriam Oremans | Łarysa Sawczenko-Neiland Cyril Suk | 6:7(2), 2:6  |

#### Gra podwójna (44–16)
| Końcowy wynik | Nr  | Data                 | Turniej                    | Nawierzchnia    | Partner         | Przeciwnicy                             | Wynik finału             |
| ------------- | --- | -------------------- | -------------------------- | --------------- | --------------- | --------------------------------------- | ------------------------ |
| Zwycięzca     | 1.  | 29 września 1991     | Palermo                    | Ceglana         | Tom Kempers     | Emilio Sánchez Javier Sánchez           | 3:6, 6:3, 6:3            |
| Zwycięzca     | 2.  | 6 października 1991  | Ateny                      | Ceglana         | Mark Koevermans | Menno Oosting Olli Rahnasto             | 5:7, 7:6, 7:5            |
| Zwycięzca     | 3.  | 27 października 1991 | Guarujá                    | Twarda          | Paul Haarhuis   | Bret Garnett Todd Nelson                | 6:3, 7:5                 |
| Zwycięzca     | 4.  | 10 listopada 1991    | Birmingham                 | Dywanowa (hala) | Paul Wekesa     | Ronnie Båthman Rikard Bergh             | 7:5, 7:5                 |
| Zwycięzca     | 5.  | 30 sierpnia 1992     | Schenectady                | Twarda          | Paul Haarhuis   | Sergio Casal Emilio Sánchez             | 6:3, 6:4                 |
| Zwycięzca     | 6.  | 10 stycznia 1993     | Kuala Lumpur               | Twarda          | Paul Haarhuis   | Henrik Holm Bent-Ove Pedersen           | 7:5, 6:3                 |
| Finalista     | 1.  | 17 stycznia 1993     | Dżakarta                   | Twarda          | Paul Haarhuis   | Diego Nargiso Guillaume Raoux           | 6:7, 7:6, 3:6            |
| Zwycięzca     | 7.  | 7 lutego 1993        | San Francisco              | Twarda (hala)   | Scott Davis     | Patrick McEnroe Jonathan Stark          | 6:1, 4:6, 7:5            |
| Finalista     | 2.  | 14 lutego 1993       | Memphis                    | Twarda (hala)   | Paul Haarhuis   | Todd Woodbridge Mark Woodforde          | 5:7, 2:6                 |
| Zwycięzca     | 8.  | 16 maja 1993         | Rzym                       | Ceglana         | Paul Haarhuis   | Wayne Ferreira Mark Kratzmann           | 6:4, 7:6                 |
| Zwycięzca     | 9.  | 1 sierpnia 1993      | Hilversum                  | Ceglana         | Paul Haarhuis   | Hendrik Jan Davids Libor Pimek          | 4:6, 6:2, 7:5            |
| Zwycięzca     | 10. | 3 października 1993  | Kuala Lumpur               | Twarda (hala)   | Paul Haarhuis   | Jonas Björkman Lars-Anders Wahlgren     | 7:5, 4:6, 7:6            |
| Finalista     | 3.  | 24 października 1993 | Pekin                      | Dywanowa (hala) | Paul Haarhuis   | Paul Annacone Doug Flach                | 6:7, 3:6                 |
| Zwycięzca     | 11. | 14 listopada 1993    | Moskwa                     | Dywanowa (hala) | Paul Haarhuis   | Jan Apell Jonas Björkman                | 6:1, krecz               |
| Zwycięzca     | 12. | 28 listopada 1993    | Johannesburg               | Twarda (hala)   | Paul Haarhuis   | Todd Woodbridge Mark Woodforde          | 7:6, 7:6, 6:4            |
| Zwycięzca     | 13. | 29 stycznia 1994     | Australian Open, Melbourne | Twarda          | Paul Haarhuis   | Byron Black Jonathan Stark              | 6:7, 6:3, 6:4, 6:3       |
| Zwycięzca     | 14. | 20 lutego 1994       | Filadelfia                 | Dywanowa (hala) | Paul Haarhuis   | Jim Grabb Jared Palmer                  | 6:3, 6:4                 |
| Finalista     | 4.  | 27 lutego 1994       | Rotterdam                  | Dywanowa (hala) | Paul Haarhuis   | Jeremy Bates Jonas Björkman             | 4:6, 1:6                 |
| Zwycięzca     | 15. | 21 marca 1994        | Miami                      | Twarda          | Paul Haarhuis   | Mark Knowles Jared Palmer               | 7:6, 7:6                 |
| Finalista     | 5.  | 24 lipca 1994        | Stuttgart                  | Ceglana         | Paul Haarhuis   | Scott Melville Piet Norval              | 6:7, 5:7                 |
| Finalista     | 6.  | 21 sierpnia 1994     | New Haven                  | Twarda          | Paul Haarhuis   | Grant Connell Patrick Galbraith         | 4:6, 6:7                 |
| Finalista     | 7.  | 28 sierpnia 1994     | Schenectady                | Twarda          | Paul Haarhuis   | Jan Apell Jonas Björkman                | 4:6, 6:7                 |
| Zwycięzca     | 16. | 10 września 1994     | US Open, Nowy Jork         | Twarda          | Paul Haarhuis   | Todd Woodbridge Mark Woodforde          | 6:3, 7:6                 |
| Zwycięzca     | 17. | 2 października 1994  | Kuala Lumpur               | Dywanowa (hala) | Paul Haarhuis   | Nicklas Kulti Lars-Anders Wahlgren      | 6:0, 7:5                 |
| Zwycięzca     | 18. | 9 października 1994  | Sydney                     | Twarda (hala)   | Paul Haarhuis   | Byron Black Jonathan Stark              | 6:4, 7:6                 |
| Zwycięzca     | 19. | 6 listopada 1994     | Paryż                      | Dywanowa (hala) | Paul Haarhuis   | Byron Black Jonathan Stark              | 3:6, 7:6, 7:5            |
| Zwycięzca     | 20. | 13 listopada 1994    | Moskwa                     | Dywanowa (hala) | Paul Haarhuis   | David Adams Andriej Olchowski           | walkower                 |
| Finalista     | 8.  | 26 lutego 1995       | Filadelfia                 | Dywanowa (hala) | Paul Haarhuis   | Jim Grabb Jonathan Stark                | 6:7, 7:6, 3:6            |
| Zwycięzca     | 21. | 30 kwietnia 1995     | Monte Carlo                | Ceglana         | Paul Haarhuis   | Luis Lobo Javier Sánchez                | 6:3, 6:4                 |
| Zwycięzca     | 22. | 10 czerwca 1995      | French Open, Paryż         | Ceglana         | Paul Haarhuis   | Nicklas Kulti Magnus Larsson            | 6:7, 6:4, 6:1            |
| Zwycięzca     | 23. | 25 czerwca 1995      | Halle                      | Trawiasta       | Paul Haarhuis   | Jewgienij Kafielnikow Andriej Olchowski | 6:2, 3:6, 6:3            |
| Zwycięzca     | 24. | 15 października 1995 | Tokio                      | Dywanowa (hala) | Paul Haarhuis   | Jakob Hlasek Patrick McEnroe            | 7:6, 6:4                 |
| Zwycięzca     | 25. | 29 października 1995 | Essen                      | Dywanowa (hala) | Paul Haarhuis   | Cyril Suk Daniel Vacek                  | 7:5, 6:4                 |
| Zwycięzca     | 26. | 12 listopada 1995    | Sztokholm                  | Dywanowa (hala) | Paul Haarhuis   | Grant Connell Patrick Galbraith         | 3:6, 6:2, 7:6            |
| Finalista     | 9.  | 27 listopada 1995    | Eindhoven                  | Dywanowa (hala) | Paul Haarhuis   | Grant Connell Patrick Galbraith         | 6:7, 6:7, 6:3, 6:7       |
| Finalista     | 10. | 7 stycznia 1996      | Doha                       | Twarda          | Paul Haarhuis   | Mark Knowles Daniel Nestor              | 6:7, 3:6                 |
| Finalista     | 11. | 8 września 1996      | US Open, Nowy Jork         | Twarda          | Paul Haarhuis   | Todd Woodbridge Mark Woodforde          | 6:4, 6:7, 6:7            |
| Zwycięzca     | 27. | 20 października 1996 | Tuluza                     | Twarda (hala)   | Paul Haarhuis   | Olivier Delaître Guillaume Raoux        | 6:3, 7:5                 |
| Finalista     | 12. | 27 października 1996 | Stuttgart                  | Dywanowa (hala) | Paul Haarhuis   | Sébastien Lareau Alex O’Brien           | 6:3, 4:6, 3:6            |
| Zwycięzca     | 28. | 3 listopada 1996     | Paryż                      | Dywanowa (hala) | Paul Haarhuis   | Jewgienij Kafielnikow Daniel Vacek      | 6:4, 4:6, 7:6            |
| Zwycięzca     | 29. | 5 stycznia 1997      | Doha                       | Twarda          | Paul Haarhuis   | Patrik Fredriksson Magnus Norman        | 6:3, 6:2                 |
| Zwycięzca     | 30. | 9 marca 1997         | Rotterdam                  | Dywanowa (hala) | Paul Haarhuis   | Libor Pimek Byron Talbot                | 7:6, 6:4                 |
| Finalista     | 13. | 27 kwietnia 1996     | Monte Carlo                | Ceglana         | Paul Haarhuis   | Donald Johnson Francisco Montana        | 6:7, 6:2, 6:7            |
| Zwycięzca     | 31. | 22 czerwca 1997      | Rosmalen                   | Trawiasta       | Paul Haarhuis   | Trevor Kronemann David Macpherson       | 6:4, 7:5                 |
| Finalista     | 14. | 5 lipca 1997         | Wimbledon, Londyn          | Trawiasta       | Paul Haarhuis   | Todd Woodbridge Mark Woodforde          | 6:7(4), 6:7(7), 7:5, 3:6 |
| Zwycięzca     | 32. | 24 sierpnia 1997     | Boston                     | Twarda          | Paul Haarhuis   | Dave Randall Jack Waite                 | 6:4, 6:2                 |
| Zwycięzca     | 33. | 28 września 1997     | Tuluza                     | Twarda (hala)   | Paul Haarhuis   | Jean-Philippe Fleurian Maks Mirny       | 6:3, 7:6                 |
| Zwycięzca     | 34. | 2 listopada 1997     | Paryż                      | Dywanowa (hala) | Paul Haarhuis   | Rick Leach Jonathan Stark               | 6:2, 7:6                 |
| Finalista     | 15. | 18 stycznia 1998     | Sydney                     | Twarda          | Daniel Nestor   | Todd Woodbridge Mark Woodforde          | 3:6, 5:7                 |
| Zwycięzca     | 35. | 31 stycznia 1998     | Australian Open, Melbourne | Twarda          | Jonas Björkman  | Todd Woodbridge Mark Woodforde          | 6:2, 7:6                 |
| Zwycięzca     | 36. | 1 marca 1998         | Filadelfia                 | Twarda (hala)   | Paul Haarhuis   | David Macpherson Richey Reneberg        | 7:6, 6:7, 6:2            |
| Zwycięzca     | 37. | 8 marca 1998         | Rotterdam                  | Dywanowa (hala) | Paul Haarhuis   | Neil Broad Piet Norval                  | 7:6, 6:3                 |
| Zwycięzca     | 38. | 19 kwietnia 1998     | Barcelona                  | Ceglana         | Paul Haarhuis   | Ellis Ferreira Rick Leach               | 7:5, 6:0                 |
| Zwycięzca     | 39. | 26 kwietnia 1998     | Monte Carlo                | Ceglana         | Paul Haarhuis   | Todd Woodbridge Mark Woodforde          | 6:4, 6:2                 |
| Zwycięzca     | 40. | 6 czerwca 1998       | French Open, Paryż         | Ceglana         | Paul Haarhuis   | Mark Knowles Daniel Nestor              | 6:3, 3:6, 6:3            |
| Zwycięzca     | 41. | 4 lipca 1998         | Wimbledon, Londyn          | Trawiasta       | Paul Haarhuis   | Todd Woodbridge Mark Woodforde          | 2:6, 6:4, 7:6, 5:7, 10:8 |
| Zwycięzca     | 42. | 9 sierpnia 1998      | Amsterdam                  | Ceglana         | Paul Haarhuis   | Dominik Hrbatý Karol Kučera             | 6:3, 6:2                 |
| Zwycięzca     | 43. | 30 sierpnia 1998     | Boston                     | Twarda          | Paul Haarhuis   | Chris Haggard Jack Waite                | 6:3, 6:2                 |
| Finalista     | 16. | 8 listopada 1998     | Paryż                      | Dywanowa (hala) | Paul Haarhuis   | Mahesh Bhupathi Leander Paes            | 4:6, 2:6                 |
| Zwycięzca     | 44. | 22 listopada 1998    | Hartford                   | Dywanowa (hala) | Paul Haarhuis   | Mark Knowles Daniel Nestor              | 6:4, 6:2, 7:5            |